# Trichonotulus castetsi
Trichonotulus castetsi är en skalbaggsart som beskrevs av Renaud Maurice Adrien Paulian 1936. Trichonotulus castetsi ingår i släktet Trichonotulus och familjen Aphodiidae. Inga underarter finns listade i Catalogue of Life.